# Condecoración para las Artes y las Ciencias (Imperio austrohúngaro)
La Imperial y Real Condecoración para las Artes y las Ciencias (en alemán, K.u.K. Österreichisch-üngarisches Ehrenzeichen für Kunst und Wissenschaft) fue una distinción honorífica del Imperio austrohúngaro.

## Historia
La distinción fue fundada por el emperador Francisco José I el 18 de agosto de 1867.
Tras el colapso del Imperio austrohúngaro, la república de Austria fundó una condecoración de igual nombre, la condecoración para las Artes y las Ciencias.

## Insignia
La insignia consistía en una medalla con la efigie del emperador Francisco José, de forma ovalada. Alrededor de la parte superior de la efigie se encuentra la inscripción:
FRANC·JOS·I·AVSTR-IMP·REX·BOH·ETC·ET·HVNG·REX·AP· (Francisco José I, emperador de Austria, rey de Bohemia y rey apostólico de Hungría)
En el reverso de la medalla se encontraba la inscripción:
LITTERIS ET ARTIBUS.
Alrededor de la medalla se disponía un borde decorado. En la parte superior de la insignia se disponía la corona imperial. La insignia pendía de una cinta de color rojo y era portada al cuello.
En 1896, al condecorar a la reina de Rumanía, Isabel de Wied (conocida como poetisa bajo el pseudónimo Carmen Sylva) la condecoración le fue entregada en brillantes.